# Lower Saranac Lake
Lower Saranac Lake – jezioro w Stanach Zjednoczonych w stanie Nowy Jork w hrabstwie Franklin, na obszarze miasta Harrietstown.
Lower Saranac jest jeziorem mezotroficznym, o powierzchni 868 ha (według United States Geological Survey 870,5 ha). Powierzchnia zlewni wynosi 32 160 ha, z czego 19% stanowi woda. Długość linii brzegowej to 46 km. Maksymalna głębokość: 18 m.
Jezioro leży na północny wschód od Middle Saranac Lake. Zasila je rzeka Saranac, która jest również głównym odpływem. Na północno–wschodnim krańcu jeziora znajduje się zatoka Ampersand Bay, nad którą położone są zabudowania Saranac Lake, choć administracyjne granice miejscowości nie dochodzą do jeziora. Największą wyspą na jeziorze jest Eagle Island.
Przed rozwojem transportu drogowego i kolejowego, szlak rzeki Saranac, przebiegający m.in. przez Lower Saranac Lake, stanowił ważny wodny szlak transportowy, łączący Old Forge z jeziorem Champlain. Dziś jest on częścią szlaku kajakowego Northern Forest Canoe Trail.